# Budenbach
Budenbach ist eine Ortsgemeinde im Rhein-Hunsrück-Kreis in Rheinland-Pfalz. Sie gehört der Verbandsgemeinde Simmern-Rheinböllen an.

## Geographie
Budenbach liegt zentral im Hunsrück, im oberen Simmerbachtal. Der Ort selbst wird vom Klingelbach durchflossen. Die Landesstraße 220 führt durch Budenbach hindurch, außerdem beginnt im Ort die Kreisstraße 41 und führt bis zum sechs Kilometer entfernten Laudert.

## Geschichte
In Budenbach gibt es Funde aus der römischen Zeit. Die erste urkundliche Erwähnung erfolgte 1293.
Der Ort war in Besitz von Pfalz-Simmern und ab 1673 von Kurpfalz.
Nach der Besetzung des Linken Rheinufers 1794 durch französische Revolutionstruppen wurde der Ort französisch und gehörte von 1798 bis 1814 zum Kanton Simmern im Rhein-Mosel-Departement. Aufgrund der auf dem Wiener Kongress getroffenen Vereinbarungen wurde er 1815 dem Königreich Preußen zugeordnet. Seit 1946 ist der Ort Teil des damals neu gebildeten Landes Rheinland-Pfalz.

## Politik

### Bürgermeister
Ortsbürgermeister ist Manfred Manderscheid. Bei der Kommunalwahl am 26. Mai 2019 wurde er mit einem Stimmenanteil von 82,30 % in seinem Amt bestätigt. Bei der Kommunalwahl am 9. Juni 2024 konnte er sein Amt mit 53,7 % der Stimmen gegen einen weiteren parteilosen Kandidaten verteidigen.

## Ortsbilder

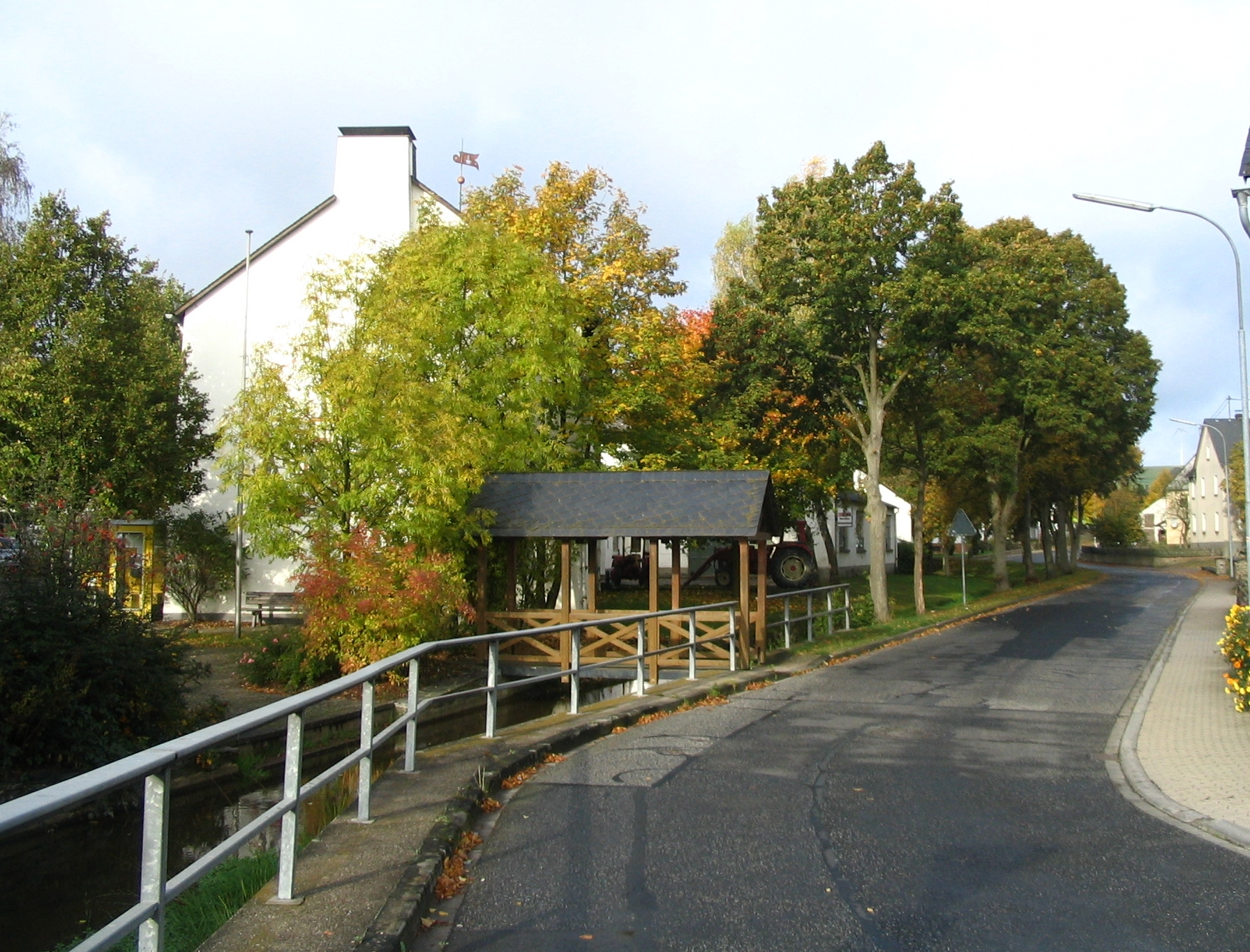
Dorfzentrum
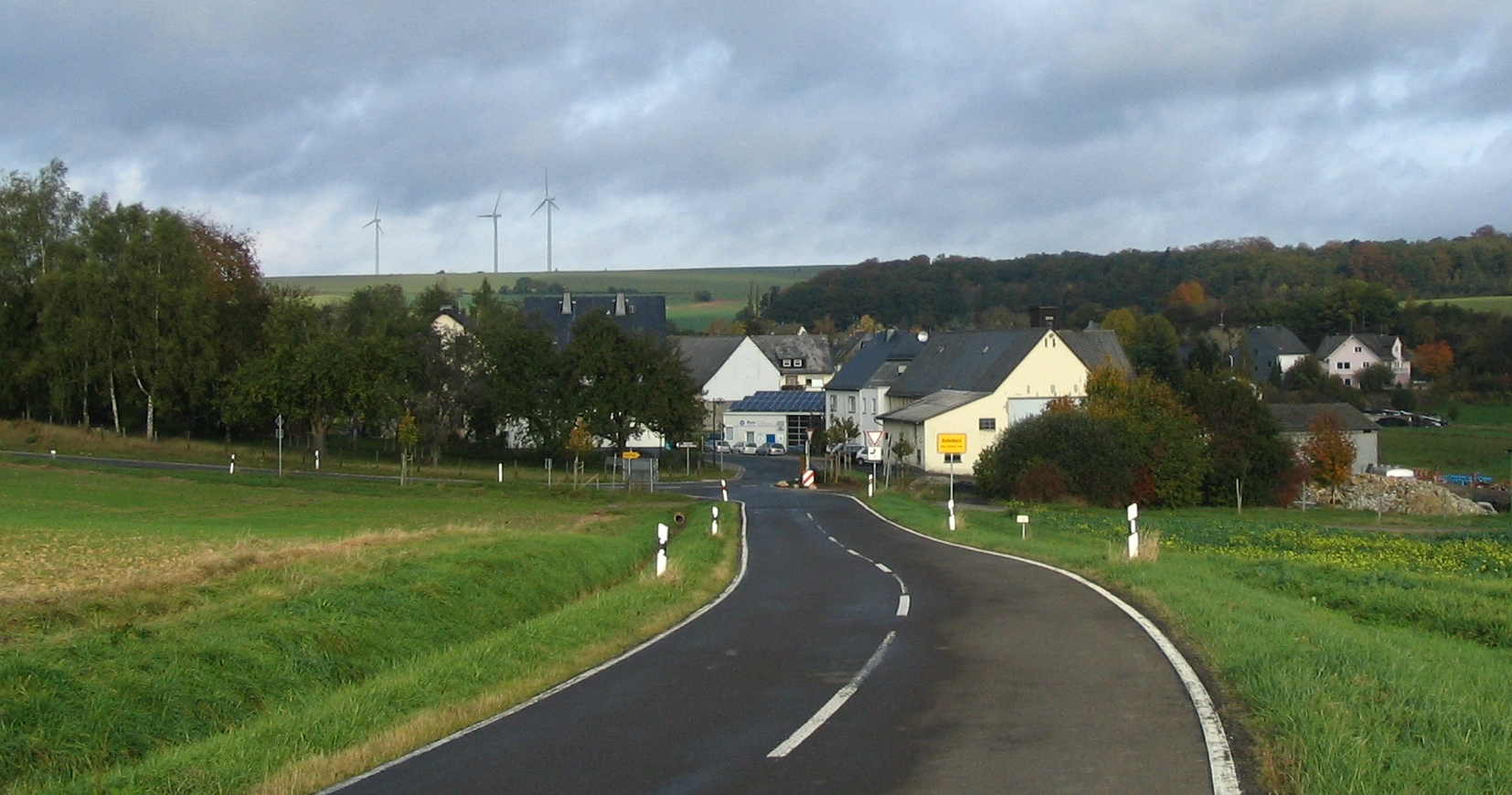
Südansicht von Budenbach